# Wendelinuskapelle (Mühlheim-Dietesheim)

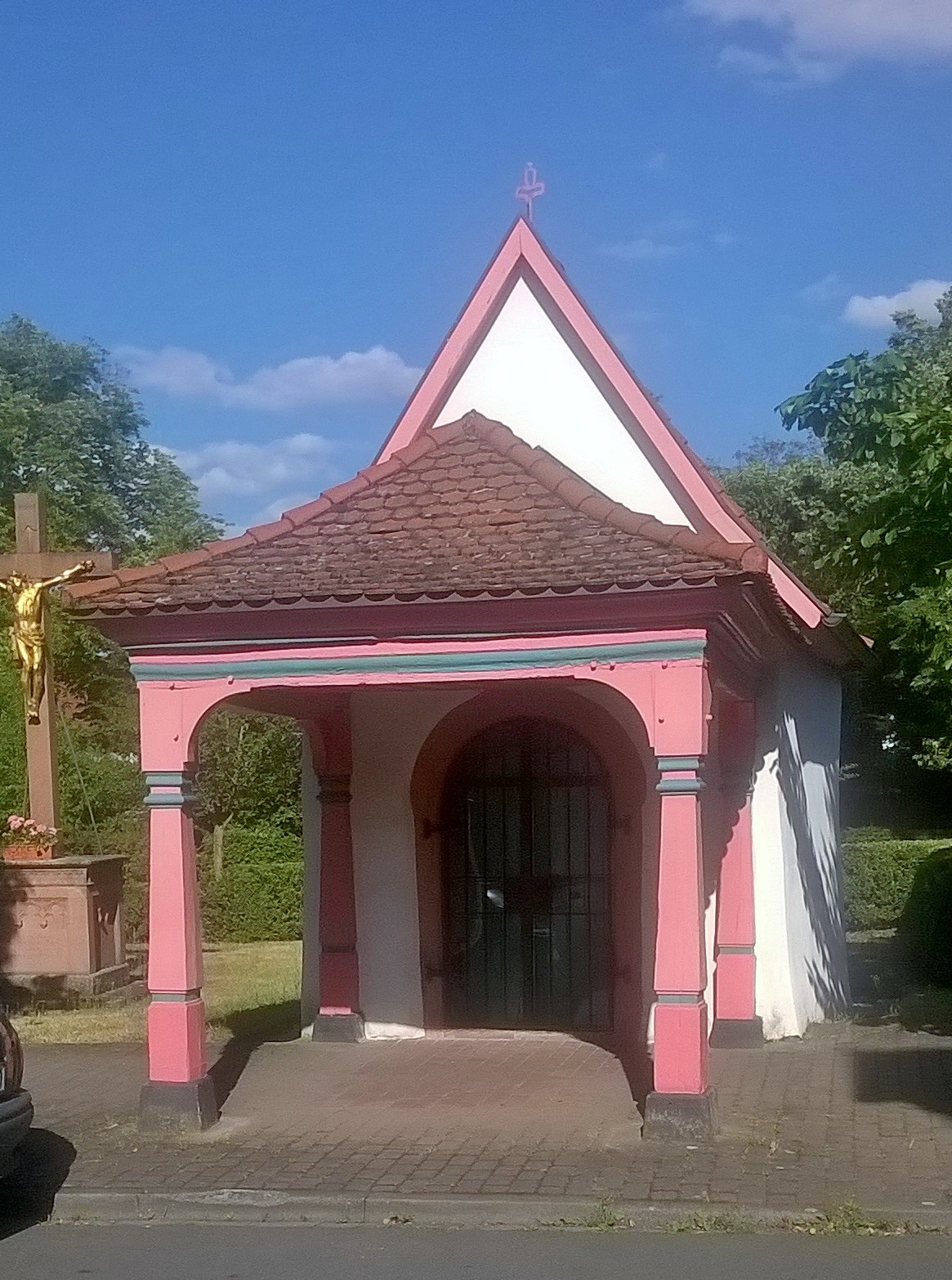
Wendelinuskapelle von Mühlheim-Dietesheim

Die dem heiligen Wendelin geweihte Wendelinuskapelle befindet sich in Dietesheim, einem Ortsteil des hessischen Mühlheim im Landkreis Offenbach.

## Geschichte und Einrichtung

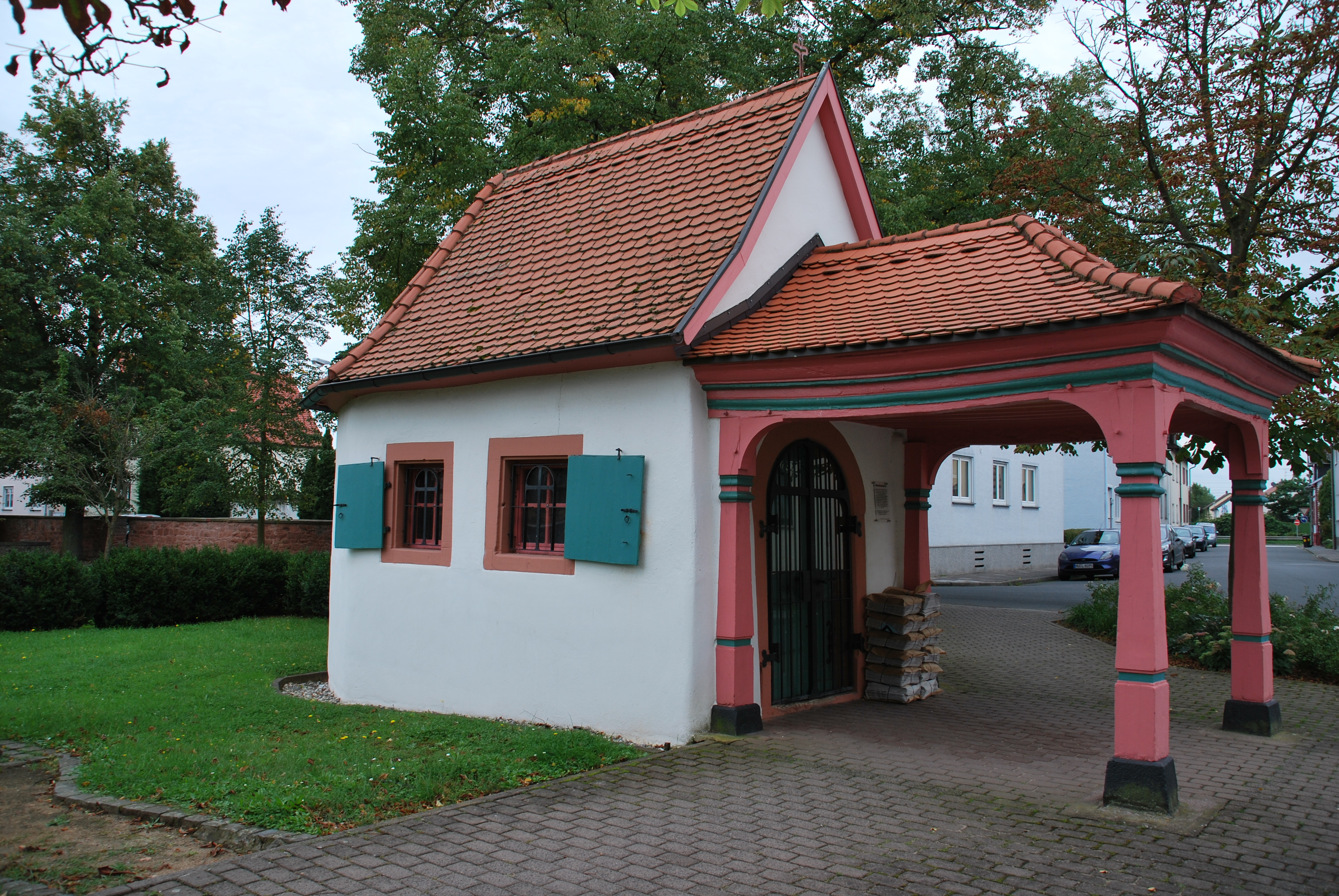
Außenansicht

Die Wendelinuskapelle in Dietesheim wurde 1450 als Heiliges Hus im Ackerbuch der Nonnen von Patershausen erstmals urkundlich erwähnt. Der Kapelle war ein heute verschwundener Heiligenstock benachbart. Der Bau aus Basalt und Buntsandstein mit einem Vorbau aus Holz lag im Viehtrieb der Dietesheimer in die Hutewälder der Biebermark. So diente sie den Hirten für die Ableistung einer Messe. Die Kapelle weihten sie dem heiligen Wendelin, dem Schutzpatron der Hirten.
Die Kapelle wurde zuletzt 1987 neu geweiht und 2004 renoviert.

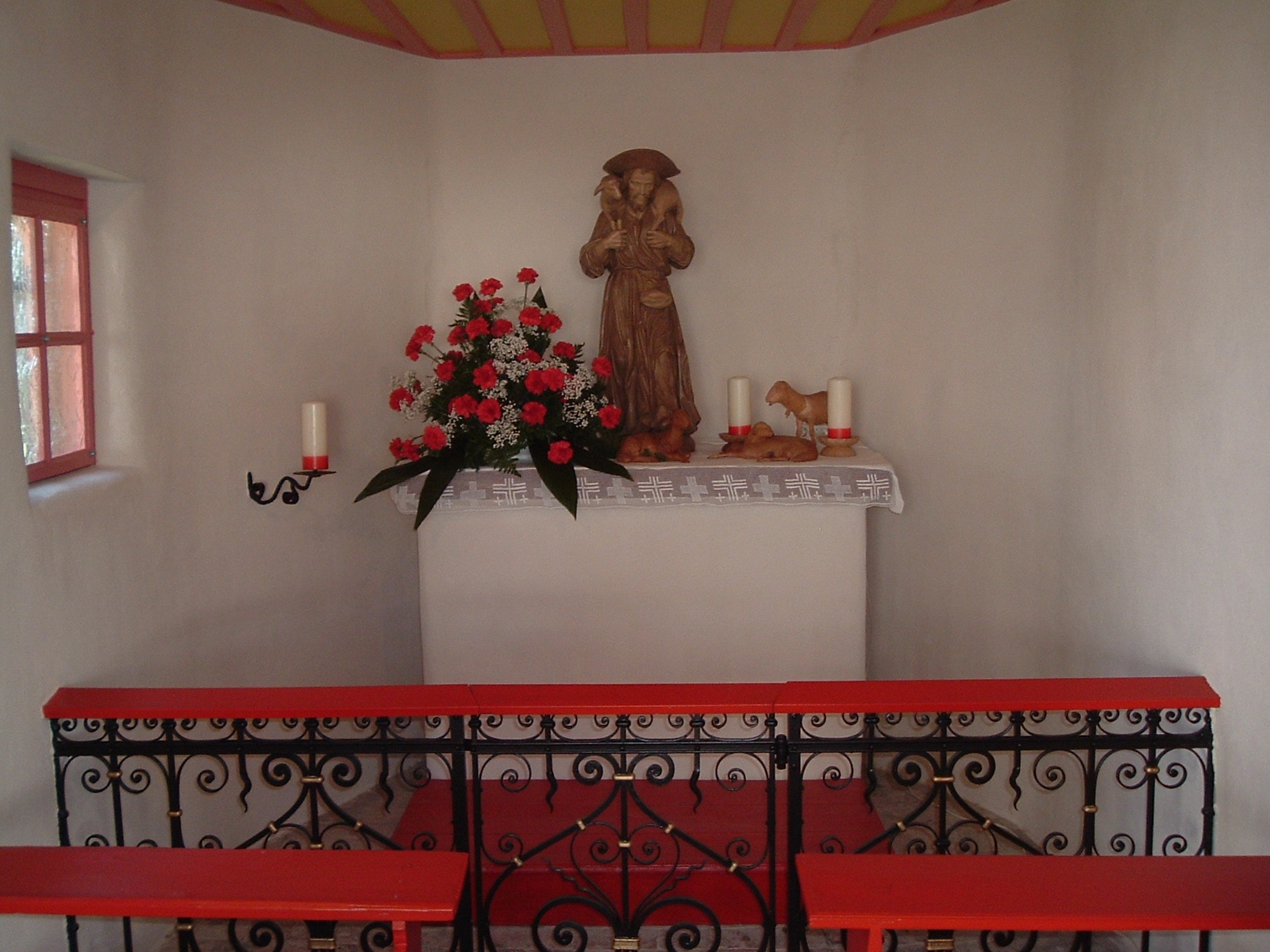
Wendelinuskapelle innen

Im Inneren befindet sich heute eine Statue des Heiligen Wendelin, der ursprünglich dort stehende Anna-selbdritt-Altar befindet sich heute in der Dietesheimer Pfarrkirche St. Sebastian.